# ブラッドリー・ブレーン・ブレイコフ

ブラッドリーブレーンブレイコフのチャンネルアイコン　Bradly Blane Breycof

ブラッドリー・ブレーン・ブレイコフ（英:Bradly Blane Breycof）はアメリカ在住の音楽家、作曲家、ミュージシャン、ピアニスト。
主に自身のyoutubeチャンネルでオリジナル曲の投稿を行っている。
X(旧ツイッター）やインスタグラムでも活動している。仕事の依頼も幅広く受け付けている。

## 人物
X(旧ツイッター）のポストは日本語のものもあれば英語のものもあるため、バイリンガルであると思われる。イタリアのヴェネチアとアメリカのドラマ「ブラックリスト」が好きという旨の発言もしている。
台風の影響で東京への旅行が中止になったことに対しては悲しいと同時に怒りの感情を絵文字で表現していることから親日家であるとも思われている。
視聴者はごく少ないものの投稿頻度は高く、2024年5月から10月にかけては2日に1回のペースでオリジナル曲が投稿されていた。
2025年1月現在も1週間に1回か2回は投稿されている。X(旧ツイッター）やインスタグラムでの更新が止まっているため他に仕事をしているのではないかと考えられる。

## 私生活
ブレイコフについての情報は少ないが女性という噂もある。英語と日本語を流暢に操ることからバイリンガルであると考えられている。動画の更新頻度からして学生なのではないかという推測もあるが社会人説の方が圧倒的。10月から年末にかけて更新頻度が落ちることから広告業界の人間という説がある。尚ブラッドリー・ブレーン・ブレイコフという名前についても明言はないが本名ではないと想像され、由来は分かっていない。
英語表記ではBradly Blane Breycofであり、Brが２つも入っていることからアメリカのドラマ「ブレイキングバッド」に影響を受けているのではないかといわれている。

## 音楽・動画スタイルについて
楽器はピアノを得意としており、ピアノ単体のオリジナル曲も多い。またあえてメトロノームを使わずまだらにMIDIを配置するなど新しい音楽性を披露している。
基本的に1分かそれ未満の動画が多いが2024年12月末からは2分から3分のインストが増えてきている。
動画のタイトルが斬新なことでも知られている。各動画にはNo.1000のように四桁の番号が添えられているが意味は分かっていない。